# Tangipahoa Parish
Tangipahoa Parish (franska: Paroisse de Tangipahoa) är ett administrativt område, parish, i delstaten Louisiana, USA. År 2010 hade området 121 097 invånare. Den administrativa huvudorten är Amite City.

## Geografi
Enligt United States Census Bureau har countyt en total area på 2 132 km². 2 047 av den arean är land och 85 km² är vatten.

### Angränsande områden
- Amite County, Mississippi - nordväst
- Pike County, Mississippi - nordost
- Saint Tammany Parish och Washington Parish - öster
- Saint John the Baptist Parish - söder
- Livingston Parish och Saint Helena Parish - väster

### Orter
- Amite City (huvudort)
- Hammond
- Independence
- Kentwood
- Ponchatoula
- Roseland